# Бушнел (Илиноис)
Бушнел (енгл. Bushnell) град је у америчкој савезној држави Илиноис. По попису становништва из 2010. у њему је живело 3.117 становника.

## Демографија
Према попису становништва из 2010. у граду је живело 3.117 становника, што је 104 (3,2%) становника мање него 2000. године.
| Група             | 2000.         | 2010.         |
| Белци             | 3.175 (98,6%) | 3.015 (96,7%) |
| Афроамериканци    | 4 (0,1%)      | 11 (0,4%)     |
| Азијати           | 3 (0,1%)      | 1 (0,0%)      |
| Хиспаноамериканци | 22 (0,7%)     | 39 (1,3%)     |
| Укупно            | 3.221         | 3.117         |